# John Berkey
John Berkey (* 13. August 1932 in Edgley, North Dakota; † 29. April 2008 in Excelsior, Minnesota) war ein US-amerikanischer Maler.
Berkey war im Bundesstaat Minnesota tätig. Er begann als Zeichner von Motiven für historische Kalender und gestaltete Weltraum-Motive für die NASA, ehe er 1972 begann, Buchcover für den Verlag Ballantine Books zu zeichnen. Seine künstlerische Tätigkeit bewegte sich von da ab im Bereich der Science-Fiction-Malerei. International bekannt wurde er als Plakatmaler für die Filmtrilogie Star Wars von George Lucas, Flammendes Inferno, King Kong und andere Filme.